# Gymnopleurus puncticollis
Gymnopleurus puncticollis är en skalbaggsart som beskrevs av Gillet 1909. Gymnopleurus puncticollis ingår i släktet Gymnopleurus och familjen bladhorningar. Inga underarter finns listade i Catalogue of Life.